# Người vợ đáng thương
Người vợ đáng thương  (tiếng tiếng Hàn: 아내의 자격; Romaja: Anaeeui Jagyeok, tiếng Anh: A Wife's Credentials, How Long I've Kissed) là một bộ phim truyền hình Hàn Quốc năm 2012 với sự tham gia của Kim Hee-ae, Lee Sung-jae, Lee Tae-ran và Jang Hyun-sung. Phim được phát sóng trên kênh truyền hình cáp JTBC từ ngày 29 tháng 2 đến ngày 19 tháng 4 năm 2012.

## Tóm tắt
Phim xoay quanh cuộc sống người phụ nữ hiện đại ngày nay, tuy nhiều khó khăn trắc trở, nhưng vô cùng ấm áp và hạnh phúc nếu lựa chọn đúng và chính xác một nửa còn lại của mình.
Gia đình của nha sĩ Kim Tae-oh (Lee Sung-jae) với người vợ của ông là Hong Ji Sun (Lee Tae-ran)   – một giáo viên trung học tài giỏi và họ đã có một cô con gái xinh đẹp, cuộc sống của họ hạnh phúc và êm đẹp như chuyện cổ tích.
Gia đình thứ hai không may mắn hơn, Yoon Seo (Kim Hee-ae) một người phụ nữ làm nội trợ và chồng của mình là Han Sang Jin (Jang Hyun-sung) một trong những phát thanh viên của đài truyền hình. Chính vì học thức của mình kém nên Yoon Seo luôn bị nhà chồng chèn ép và gây khó dễ khi cô về sống tại nơi đây.
Bộ phim khắc lên một bức tranh hiện thực về đời sống hiện thực ngày nay khi mà người phụ nữ luôn chịu nhiều thiệt thòi và đóng vai trò làm cho cuộc sống trở nên đa dạng hơn.

## Diễn viên

### Chính
- Kim Hee-ae vai Yoon Seo-rae
- Lee Sung-jae vai Kim Tae-oh
- Lee Tae-ran vai Hong Ji-sun
- Jang Hyun-sung vai Han Sang Jin

### Phụ
- Im Je-noh vai Han-gyul
- Lee Jung-gil vai Han Yong-hee
- Nam Yoon-jung vai Jin Soo-ae
- Choi Eun-kyung vai Han Myung-jin
- Park Hyuk-kwon vai Jo Hyun-tae
- Lee Han-na vai Jo Yoon-jae
- Lami vai Jo Yoon-min
- Nam Neung-mi vai Oh Jung-ae
- Jang So-yeon vai Yoon Mi-rae
- Choi Da-in vai Kim Bo-reum
- Lim Sung-min vai Kang Eun-joo
- Lâu đài J vai Jo Jae-hoon
- Jung Han-yong vai Jo Seok-ho
- Gil Hae-yeon vai Ha Seom-jin
- Yook Mi-ra vai Sung In-ok
- Hong Sung-sook vai Min Hae-kyung
- Park Geun-hyung vai Oh Young-sook
- Lee Sun-young vai Lim Jung-ah
- Kim Shi-young vai Cha Seung-hye
- Seo Jeong-yeon vai Kim Hyun-hee

## Rating
Trong bảng này, the blue numbers biểu thị các xếp hạng thấp nhất và the red numbers đại diện cho các xếp hạng cao nhất. 
| Ep.     | Broadcast date           | Average audience share (AGB Nielsen) |
| ------- | ------------------------ | ------------------------------------ |
| 1       | ngày 29 tháng 2 năm 2012 | 1.070%                               |
| 2       | ngày 1 tháng 3 năm 2012  | 1.259%                               |
| 3       | ngày 7 tháng 3 năm 2012  | 1.420%                               |
| 4       | ngày 8 tháng 3 năm 2012  | 1.324%                               |
| 5       | ngày 14 tháng 3 năm 2012 | 1.624%                               |
| 6       | ngày 15 tháng 3 năm 2012 | 1.612%                               |
| 7       | ngày 21 tháng 3 năm 2012 | 1.580%                               |
| 8       | ngày 22 tháng 3 năm 2012 | 2.158%                               |
| 9       | ngày 28 tháng 3 năm 2012 | 2.011%                               |
| 10      | ngày 29 tháng 3 năm 2012 | 2.407%                               |
| 11      | ngày 4 tháng 4 năm 2012  | 2.843%                               |
| 12      | ngày 5 tháng 4 năm 2012  | 2.653%                               |
| 13      | ngày 11 tháng 4 năm 2012 | 2.525%                               |
| 14      | ngày 12 tháng 4 năm 2012 | 2.443%                               |
| 15      | ngày 18 tháng 4 năm 2012 | 2.602%                               |
| 16      | ngày 19 tháng 4 năm 2012 | 3.414%                               |
| Average | Average                  | 2.059%                               |

- This drama airs on a cable channel/pay TV which normally has a relatively smaller audience compared to free-to-air TV/public broadcasters (KBS, SBS, MBC và EBS).

## Đề cử và giải thưởng
| Năm  | Giải                                       | Hạng mục                    | Người nhận           | Kết quả   |
| ---- | ------------------------------------------ | --------------------------- | -------------------- | --------- |
| 2013 | Giải thưởng nghệ thuật Baeksang lần thứ 49 | Phim truyền hình hay nhất   | How Long I've Kissed | Đề cử     |
| 2013 | Giải thưởng nghệ thuật Baeksang lần thứ 49 | Nữ diễn viên chính xuất sắc | Kim Hee-ae           | Đoạt giải |